# Oldcodex
Oldcodex (stylisé OLDCODEX) est un groupe de rock japonais formé en 2009 et originaire de la ville de Tokyo. Il est actuellement composé de cinq membres : Ta_2, Yorke, Ryo Yamagata, Taizo Nakamura et Shinji Ōmura. Le groupe est affilié au label Lantis.

## Historique
Certains titres du groupe ont servi de génériques d'animes, c'est ainsi le cas pour les animes Free!, Kuroko's Basket et Togainu no Chi. Ils ont également réalisés, en 2015, le générique de fin du film d'animation High Speed! Free! Starting Days ou encore l'opening[Quoi ?] de God Eater.
Avec une popularité croissante au Japon depuis l'année 2014, avec leur sortie de l'album A Silent, within the Roar ils se sont produits sur la scène du Nippon Budokan deux années d'affilée, en février 2015 et février 2016.
En novembre 2015, ils ont eu l'occasion de se produire sur la scène de la 12e édition du Tokyo International Music Market. Un nouvel album est alors prévu reprenant la plupart des singles déjà sortis.
À partir de septembre 2016, le groupe prévoit une tournée japonaise avec quelques dates partout en Asie. En France, le concert final de leur tournée Contras Silver réalisée en 2013 a été diffusée sur la chaîne Nolife les 20 et 21 février 2016.

## Nom du groupe
Le nom du groupe vient de l'association de Old, signifiant vieux et de codex, qui renvoie à des manuscrits tels que la Bible. Son répertoire musical est majoritairement rock, mais l'on y retrouve des imprégnations de dance et de techno. Le groupe forme une association entre des performances de chant et de peintures.

## Membres
- Ta_2 (Suzuki Tatsuhisa, 鈴木達央?) : chant, composition
- Yorke : peinture, paroles
- Yamagata Ryo : batterie
- Nakamura Taizo (中村泰造?) : basse
- Ohmura Shinji (大村真司?) : guitare

### Anciens membres
- R.O.N : guitare, arrangement
- Mine Masanori (峰 正典?): guitare
- YoHsKE (Yosuke) : guitare
- Sae : batterie

## Discographie

### Singles
2010
- Blue
- Flag on the hill

2011
- Harsh Wind

2012
- Cold Hands
- Catal Rythm (カタルリズム?)

2013
- The Misfit Go
- Rage on
- Walk

2014
- Dried Up Youthful Fame

2015
- Lantana
- Feed A
- Aching Horns

2016
- Deal with

### Albums
- 2010 : Hidemind
- 2012 : Contrast Silver
- 2014 : A Silent, within The Roar
- 2016 : Fixed Engine (single collection)

### Mini albums
- 2009 : Oldcodex
- 2011 : Flower
- 2015 : Pledge

## DVD
- 2011 : Harsh Wind Tour
- 2013 : Catal rythm Tour
- 2013 : Contrast Silver Tour
- 2015 : Oldcodex Live Blu-ray Capture 2015 in Budokan